# Graymoor-Devondale (Kentucky)
Graymoor-Devondale es una ciudad ubicada en el condado de Jefferson en el estado estadounidense de Kentucky. En el Censo de 2010 tenía una población de 2870 habitantes y una densidad poblacional de 1.503,55 personas por km².

## Geografía
Graymoor-Devondale se encuentra ubicada en las coordenadas 38°16′24″N 85°37′00″O / 38.27333, -85.61667. Según la Oficina del Censo de los Estados Unidos, Graymoor-Devondale tiene una superficie total de 1.91 km², de la cual 1.91 km² corresponden a tierra firme y (0%) 0 km² es agua.

## Demografía
Según el censo de 2010, había 2870 personas residiendo en Graymoor-Devondale. La densidad de población era de 1.503,55 hab./km². De los 2870 habitantes, Graymoor-Devondale estaba compuesto por el 88.15% blancos, el 5.75% eran afroamericanos, el 0.03% eran amerindios, el 2.51% eran asiáticos, el 0.1% eran isleños del Pacífico, el 0.87% eran de otras razas y el 2.58% pertenecían a dos o más razas. Del total de la población el 2.96% eran hispanos o latinos de cualquier raza.